# سارة روهل

وهيا عضوة نشط في نيو درامتستس، وهي مساحة تطوير للكتاب وتشجع النادي الملكي الاهلي المسرحيين الجدد بالشراكة مع برنامج التمثيل للدراسات العليا بجامعة نيويورك. 
1. ↑  مذكور في: الشبكات الاجتماعية وسياق الأرشيف. مُعرِّف الشبكات الاجتماعية ونظام المحتوى المؤرشف (SNAC Ark): w6m62bdr. باسم: Sarah Ruhl. الوصول: 9 أكتوبر 2017. لغة العمل أو لغة الاسم: الإنجليزية.
2. ↑  مُعرِّف الملف الاستنادي المُتكامِل (GND): 137071221. مذكور في: كتالوج المكتبة الوطنية الألمانية. الوصول: 30 مايو 2020. لغة العمل أو لغة الاسم: الألمانية.
3. ↑  مذكور في: Korean Authority File. مُعرِّف المكتبة القومية الكوريَّة (NLK): KAC201517059. باسم: Sarah Ruhl. لغة العمل أو لغة الاسم: الكورية.
4. ↑  مُعرِّف "كُونُور" (CONOR): 99023971. مذكور في: CONOR.SI.
5. ↑  مذكور في: قاعدة بيانات الضبط الوطنية التشيكية. مُعرِّف الضَّبط الاستناديِّ في قاعدة البيانات الوطنية التشيكية (NLCR AUT): xx0277224. الوصول: 20 ديسمبر 2022.
6. ↑  مذكور في: قاعدة بيانات الضبط الوطنية التشيكية. مُعرِّف الضَّبط الاستناديِّ في قاعدة البيانات الوطنية التشيكية (NLCR AUT): xx0277224. الوصول: 7 نوفمبر 2022.
7. ↑  وصلة مرجع: http://hdl.handle.net/10079/fa/beinecke.ruhl. الوصول: 9 أكتوبر 2018.
8. ↑  مذكور في: زمالة ماك آرثر. مُعرِّف برنامج زملاء ماك آرثر: class-of-2006/sarah-ruhl. الوصول: 7 أبريل 2022.
9. ↑  Binney، Sarah (18 يونيو 2019). "NYU Tisch Partners with New Dramatists to Develop and Premiere New Theatre Works". مؤرشف من الأصل في 2022-08-14.